# Carlos Coelho
Carlos Coelho (n. 20 mai 1960, Lisabona, Portugalia) este un om politic portughez, membru al Parlamentului European în perioada 1999-2004 din partea Portugaliei.
1. ↑  Adunarea Republicii
2. ↑  Deputații în Parlamentul European
3. 1 2  Deputații în Parlamentul European